# Quaranti
Quaranti é uma comuna italiana da região do Piemonte, província de Asti, com cerca de 199 habitantes. Estende-se por uma área de 2 km², tendo uma densidade populacional de 100 hab/km². Faz fronteira com Alice Bel Colle (AL), Castelletto Molina, Fontanile, Mombaruzzo, Ricaldone (AL).

## Demografia
| Variação demográfica do município entre 1861 e 2011                               |
|                                                                                   |
| Fonte: Istituto Nazionale di Statistica (ISTAT) - Elaboração gráfica da Wikipedia |